# Émile Francqui
 (décembre 2015).
Lucien-Joseph-Émile Francqui, né à Bruxelles le 25 juin 1863 et mort à Overijse le 16 novembre 1935, est un officier, explorateur, diplomate, banquier, homme d'affaires et homme d'État belge.

## Biographie

### Jeunesse
La famille d'Émile Francqui s’installe au XVIIIe siècle à Laeken, en Belgique. Émile Francqui, est le fils de Pierre-Joseph-Jules, et d'Adolphine-Marie-Josèphe Tilquin, parente du célèbre peintre namurois Félicien Rops. Le frère de son père, Jean-Baptiste Francqui (1835-1871), docteur en chimie, professeur, fut recteur de l'Université libre de Bruxelles
À l'âge de quatorze ans, Émile Francqui s'engage comme pupille de l'armée (le 25 janvier 1878), puis est incorporé au 7e régiment de Ligne en tant que soldat. Il passera dix-huit ans de sa vie au sein de l’armée, ce qui a forgé son fort caractère et son gout d’aventure. Au sein de l’armée, Émile Francqui est promu sous-lieutenant en 1884 et lieutenant en 1889. Il atteint le grade de capitaine en 1896.

### Carrière coloniale
En 1885, il fut une première fois détaché à l’Institut cartographique militaire, c’est-à-dire mis à la disposition du roi Léopold II. Le roi avait besoin de cadres pour gérer l’exploration et l’occupation des terres belges du Congo. D’avril 1885 à juillet 1888, Francqui travailla pour l’État indépendant du Congo. Sa première mission fut celle d’organiser les levés cadastraux. Une deuxième mission lui fut confiée, celle de gérer les transports entre Matadi et Léopoldville. Son travail et ses efforts seront reconnus car en 1887 il sera nommé commandant du district des Cataractes.
En 1891, Émile Francqui fut à nouveau détaché de l’Institut Cartographique militaire par le ministre de la Guerre. Cette fois-ci la mission fut plus politique et sera menée pour la « Compagnie du Katanga ». Émile Francqui participera à l’expédition Bia. Leur but sera de rétablir l’ordre dans le pays, de lutter contre la famine et d’assurer le maintien des frontières. La mission fut un grand succès et les expéditeurs seront reçus le 21 avril 1893 par le roi Léopold II pour recevoir la médaille commémorative de l’expédition.

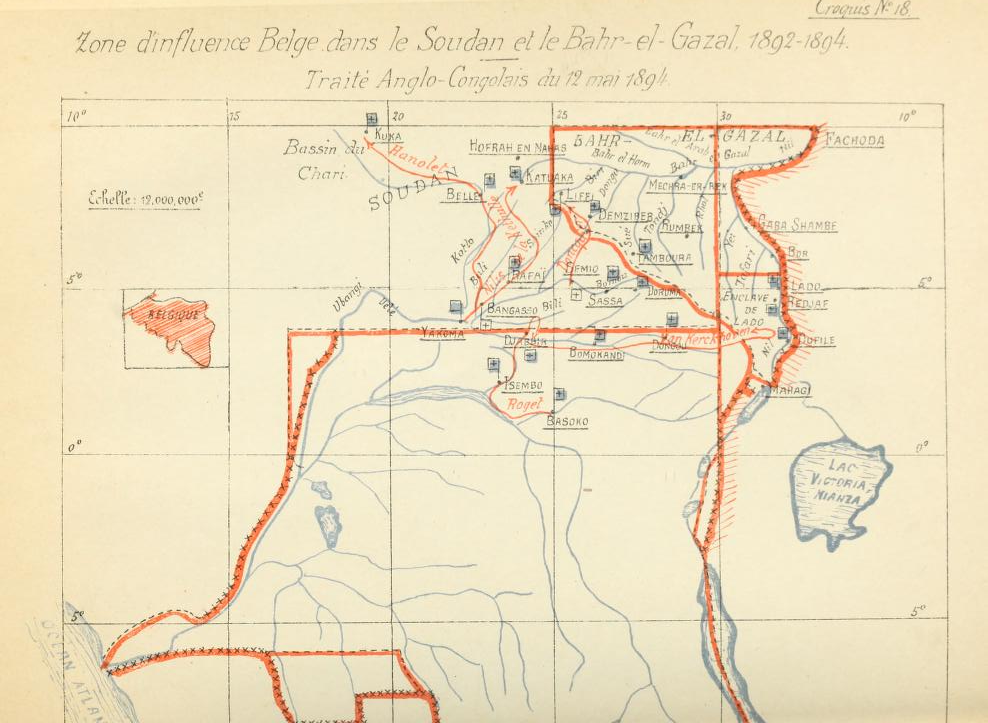
tracé des frontières nord du Congo, Fachoda et Lado.

Francqui fut détaché une troisième fois à l’Institut Cartographique de l’armée en 1893. Il quitta le territoire belge le 6 janvier 1894 pour entreprendre une mission d’agrandissement de la zone d’influence du Nord-est de l’État Indépendant (Uélé). Il reçut également l’ordre d’augmenter les récoltes de nourriture, de recruter une armée plus locale ainsi que d’organiser des transports dans la zone de Rubit-Uélé[réf. nécessaire]. Grâce aux efforts de Francqui associés à ceux de Edmond van Eetvelde, une convention est signée avec les Britanniques qui cèdent à bail à  Léopold II, pour la durée de son règne, des territoires situés entre le 30° de longitude est et la rive du Nil jusqu'à Fachoda ainsi que ceux situés entre le 30° et le 25° de longitude est. Le 12 mai 1894 le bail avec l'Angleterre, agissant comme tutrice de l'Égypte est signé. Léopold II cède en échange une bande de territoire du lac Albert au lac Tanganyka.
Dès novembre 1895, Le Marinel fut désigné comme nouveau commandant de l’expédition. Francqui protesta auprès de Bruxelles. Le Marinel diminua de lui-même ses responsabilités et garda simplement une fonction d’inspecteur en laissant Francqui à la tête des décisions de l’expédition. Le mécontentement d’Émile Francqui persista. Il quitta l’Afrique en novembre 1895 et démissionna de l’armée. Mais une fois de retour, le roi ne manqua pas de le féliciter car sa mission fut convaincante[réf. nécessaire].
Plusieurs historiens signalent que les missions sous la commande d'Émile Francqui ont participé aux atrocités contre la population locale commises fréquemment pendant la période léopoldienne de la colonisation.

### Consul du ministère des affaires étrangères
Un mois après son retour, Émile Francqui déposa sa candidature au ministère des Affaires étrangères, dans le but de devenir consul ou vice-consul. La place offerte à Francqui, dans un premier temps, par le baron de Favereau, ministre des affaires étrangères en Belgique, fut celle de vice-consul. Il nommera Francqui comme consul car le ministre des Affaires étrangères a dans l’espoir que celui-ci réussisse à établir une collaboration entre la Chine et la Belgique[réf. nécessaire].
En 1896, le vice-roi Li Hung Chang était en voyage en Europe. Léopold II saisira cette chance pour inviter le vice-roi de Chine sur le territoire belge dans le but de le convaincre d’établir une collaboration avec la Belgique. Léopold II créa la fonction de consul de carrière qui remplacera les consuls honoraires à Hong-Kong. C’est ce poste qui sera attribué à Francqui dans un deuxième temps. En Chine, les vice-rois furent de plus en plus favorables aux projets de chemins de fer. Le 26 octobre 1896, un décret impérial chinois annonça la construction d’une ligne de chemin de fer reliant Pékin à Hankou. La Compagnie Impériale des Chemins de fer Chinois avait pour mission de céder cette concession à une société étrangère[réf. nécessaire].
Le 6 octobre 1896, Francqui se maria avec Augustine Ferguson. Un mois après, le 11 novembre 1896, Émile Francqui et sa femme quittèrent la Belgique pour la Chine dans le but de décrocher le contrat avec la Compagnie Impériale de Chemins de fer chinois. Durant une année entière, Émile Francqui mena un vrai combat contre les autres puissances occidentales. En 1897, Francqui remporta la bataille car il posa sa signature définitive sur le contrat du chemin de fer. Et c’est durant cette même année que sa femme accouchera d’un petit garçon Jean-Paul-Avit[réf. nécessaire].
En 1899, Léopold II confia à Francqui une nouvelle tâche, celle de mener l’étude d’un projet « visant à centraliser le contrôle des intérêts belges en Extrême-Orient ». Après deux ans de travail quotidien en Chine, Émile Francqui accepta cette nouvelle mission. Francqui quitta la Chine le 22 février 1900. Il arriva en Belgique le même jour où la Compagnie international d’Orient fut créée. Cette compagnie a été créée par la Banque d’Outremer.

### Directeur de la Banque d’Outremer (1910) et de la Société Générale de Belgique (1912)
C’est Émile Francqui qui fut désigné comment agent général en Chine de la Compagnie international d’Orient. Cette fonction étant incompatible avec celle de Consul, il démissionne en 1909 de son poste au ministre des Affaires étrangères. Il travaillera avec Albert Thys, ensemble ils œuvreront pour l’expansion belge en Asie[réf. nécessaire].
La première mission de Francqui, en tant qu’agent général de la Compagnie internationale d’Orient, est de racheter la construction de la ligne de chemin de fer Hankou-Canton. En 1901, Émile Francqui se rend une nouvelle fois en Chine et ordonne l’ouverture du chantier à Canton mais il n’avait aucun mandat[réf. nécessaire].
En 1910, la Compagnie internationale d’Orient fut absorbée par la Banque d’Outremer. Francqui devint administrateur délégué de cette dernière. Mais son ambition restait bridée par le caractère quelque peu despotique de son « patron », le Colonel Thys. Il approche alors son ami Jean Jadot, directeur à la Société Générale de Belgique et dont il a fait la connaissance quand ils étaient tous deux en Chine: ne serait-il pas possible de décrocher un poste de directeur à la Société Générale de Belgique?  Jadot plaide sa cause auprès du gouverneur de la Société Générale de Belgique et en 1912, Francqui devient en effet directeur de la Société Générale. Il conserve néanmoins son mandat à la Banque d'Outremer
Francqui deviendra administrateur de la Société belge de chemins de fer, une branche de la Société Générale. En 1915, Albert Thys décéda et Francqui fut nommé à la tête de la Banque d’Outremer. Il conserva tout de même ses fonctions dans la Société Générale. Une fois la guerre entamée, la Société Générale et la Banque d’Outremer uniront leurs forces pour soutenir le Comité National de Secours et d’Alimentation[réf. nécessaire].

### Rôle durant la guerre 14-18
Un mois avant le début de la guerre, la femme d’Émile Francqui décède à l’âge de 45 ans. Le 4 août 1914, la Belgique est envahie, c’est le début de cinq mois d’occupation allemande. La Belgique subit la famine et le désordre financier imposés par la guerre. On décida en dernier recours de faire appel à la Société Générale. Émile Francqui, en tant que directeur, apporta son aide. Le 1er septembre 1914, un Comité Central de Secours fut mis en place. Le Comité commença à fonctionner dès novembre 1914. C’est fin septembre que le Comité national de Secours et d’Alimentation fut créé. Francqui sollicita par ailleurs une aide internationale. Il se rendit, durant le mois d’octobre, en Angleterre. Le but était d’exposer la situation précaire de la Belgique aux autres pays. Émile Francqui réussira à convaincre Hebert Hoover, d’apporter son aide. Celui-ci lança une grande campagne de sensibilisation pour réunir des fonds et tenter de lever le blocus allemand. Ce mouvement sera mené par la Commission for Relief in Belgium[réf. nécessaire].
En 1917, Émile Francqui se remaria avec la fille de son frère Jules Francqui. Ce mariage donnera naissance à deux garçons. Cette même année, de grand problèmes monétaires et économiques pesaient sur la Belgique. Un comité fut donc mis en place pour y remédier le plus rapidement, le Comité pour le relèvement de l’industrie et du commerce. Jean Jadot en était le gouverneur et Francqui siégeait au sein de cette société[réf. nécessaire].
Le lundi 11 novembre 1918, une réunion débuta rue Lameront. Il y avait du côté allemand plusieurs hauts dignitaires et du côté belge Émile Francqui était présent. C’est lors de cette réunion que l’armistice fut signé.

### Rôle après guerre

#### Rôle politique dans les affaires extérieures

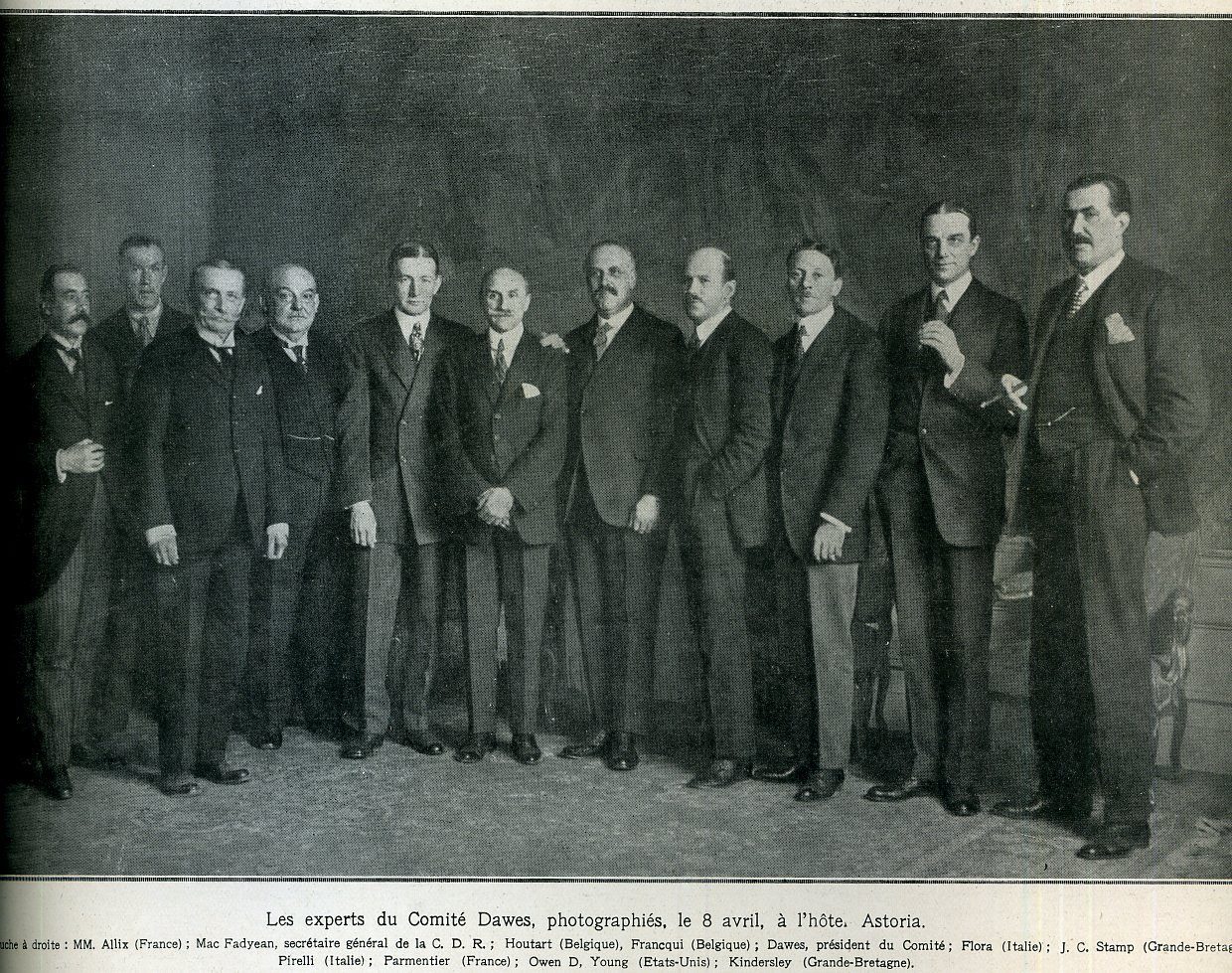
Emile Francqui et l'ensemble du Comité Dawes.

Après la guerre, la Belgique se retrouve avec de nombreux dégâts et réparations à entreprendre. Ces restaurations nécessitent un grand financement, à la liste de cela s’ajoutent les dettes de guerre, l’inflation, etc. Émile Francqui sera présent à une majorité des négociations visant à régler ces problèmes de financement. L’Américain Herbert Hoover va venir en Belgique, et va aider la Belgique à sa reconstruction économique. Il va procéder avec Francqui à de nombreux projets pour le redressement de la Belgique, parmi ceux-ci, la liquidation les deux organismes de Secours qui avaient été mis en place pendant la guerre. Le solde des comptes du Comité national ne sera pas destiné à l’État. En effet, le solde des fonds du Comité fut offert par le président Herbert Hoover au bénéfice du redressement de la Belgique. Ce solde sera consacré à des institutions belges à la création de fondations scientifiques. Les deux hommes travailleront ensemble pour d’autres projets à venir[réf. nécessaire].
Francqui fera partie des membres de la délégation belge, à la Conférence de paix de Paris et en sera le dirigeant principal. Francqui sera l’un des acteurs centraux de cette Conférence. Dans son programme, il proposera des solutions pour veiller à la bonne exécution du paiement des réparations des guerres par l’Allemagne[réf. nécessaire].
Durant la conférence, la cause belge ne fut pas fort défendue, sauf par les États-Unis, donc le représentant à la conférence était Wilson. Mais la Belgique avait fort besoin d’indemnité pour lui permettre de relancer la « machine économique ». C’est donc pour cela que le roi Albert 1er se déplaça jusque Paris, pour essayer de faire avancer la cause belge, et ce sur les conseils de Francqui qui lui rédigera un rapport de la situation économique et industrielle belge, ainsi que les montants dont aurait besoin la Belgique pour son redressement. L’intervention du roi, s’étant fort inspiré des recommandations de Francqui, permit de faire revenir la Belgique dans les préoccupations des autres nations alliées, et permettre de conclure un accord[réf. nécessaire].
Ensuite, vint la signature du traité de Versailles, plusieurs réunions d’experts eurent lieu, dont les réunions financières, auxquelles Francqui participa.[style à revoir][réf. nécessaire]
La question des marks ne fut pas abordée lors du traité de Versailles. Francqui tenta de trouver un accord avec l’Allemagne. Il en trouva un avec Matthias Erzberger, et ils le signèrent le 25 novembre 1919. Cependant, les deux nations ne se mirent pas d’accord, et l’accord ne fut jamais ratifié.[réf. nécessaire]
Francqui œuvra à l’élaboration du plan Dawes, il fit partie du comité ayant pour but la stabilisation du marks. Il tiendra un rôle important dans l’élaboration du plan Young, en tant que membre du comité d’experts belges.[réf. nécessaire]

#### Rôle politique après guerre, affaires intérieures
Émile Francqui fut également chargé de régler les dettes de guerre de la Belgique. Elle en avait envers les États-Unis, qui lui avaient fait des crédits entre 1919 et 1920 pour permettre à la Belgique de renflouer son économie. En 1925, Francqui participera à la conclusion d’un accord sur les dettes de guerre belge. [réf. nécessaire]
La guerre va impliquer un dérèglement du système monétaire belge. En 1925, il est clair qu’il faut stabiliser le franc en le dévaluant de 80 %. Mais le gouvernement de Poullet-Vandervelde essaye de soutenir le franc envers et contre tout. Ce gouvernement démissionne en 1926. Le roi Albert Ier va nommer Henri Jaspar comme premier ministre sur les conseils de Francqui. Il s’agit d’un gouvernement d’union nationale destiné à sauver les finances du pays. Francqui y est chargé de résoudre la crise financière (ministre sans portefeuille). La présence de Francqui redonna confiance aux milieux financiers étrangers et nationaux. La situation étant catastrophique, Franqui fait voter des lois pour réduire les dépenses de l’État et augmenter les taxes. Il réorganise aussi la dette du pays. Mais cela ne suffit pas, il consolide la dette intérieure en échangeant des bons du trésor contre des actions des chemins de fer. Il reste cependant les dettes extérieures à régler. Francqui obtient le soutien des banques privées belges et étrangères pour refinancer cette dette. Ensuite, il réforme la Banque nationale de Belgique. Grâce à toutes ces opérations entreprises par Francqui, le franc était stabilisé et rattaché à l’étalon or.[réf. nécessaire]

### Carrière politique
Même s’il n’est pas parlementaire, il sera nommé ministre d’État le 21 novembre 1918.
En plus de cela, il occupera la fonction de ministre sans portefeuille au sein du cabinet ministériel d’Henri Jaspar. [réf. nécessaire]
Ce gouvernement succède au gouvernement Poullet- Vandervelde, qui tombe en mai 1926. C’est alors que se forme le prochain gouvernement qui sera tripartie, qui compte Francqui. C’est durant ce gouvernement, que Fancqui œuvra à la stabilisation du franc[style à revoir]. [réf. nécessaire]
Après la fin du Gouvernement De Broqueville II en novembre 1934, Georges Theunis lui succède. La différence de son gouvernement, sera le fait qu’il sera composé de technicien, dont Émile Francqui[style à revoir]. On appellera[Par qui ?] ce gouvernement, « le gouvernement des banquiers ».[réf. nécessaire]

### Fondations scientifiques
Émile Francqui a joué un rôle considérable dans le domaine de l’enseignement et scientifique. En effet, il va demander que les fonds du Comité de Secours de la première guerre soient distribués pour permettre la création de la Fondation Universitaire en 1920. Autodidacte, Francqui n'en était que plus conscient de la nécessité d'ouvrir les études universitaires au plus grand nombre à l'issue de la Première Guerre mondiale. Il est également à l’origine de la Belgian-American Educational Foundation. En 1928, il est à la base du Fonds national de la recherche scientifique dont il dépose les statuts devant notaire le 27 avril 1928, avec Félicien Cattier. Il en était le président du conseil d’administration à sa création. Il est aussi cofondateur de l'Institut de médecine tropicale en 1931 dont il sera le premier président et de la Fondation Francqui qui fut créée en 1932. Elle a pour but d’améliorer le domaine de la recherche et de l’enseignement en Belgique. Elle organise plusieurs activités. Parmi celles-ci, on compte : des Chaires nationales et internationales, la remise d’un titre à un savant belge, l’octroi de bourses d’études. En 1934, il préside également la Fondation nationale du cancer.[réf. nécessaire]
Paul Claudel mentionne avec beaucoup d'émotion son "vieil ami Francqui" avec lequel il avait visité en 1905 à Liège l'Exposition Universelle  qui se tenait à ce moment à Liège sur les bords de la Meuse.
Il décède dans son château d'Overijse le 16 novembre 1935. Le 19 novembre 1935, ses funérailles sont célébrées dans l'église Saint-Martin d'Overijse et il est inhumé au cimetière d'Ixelles.

## Hommages et distinctions

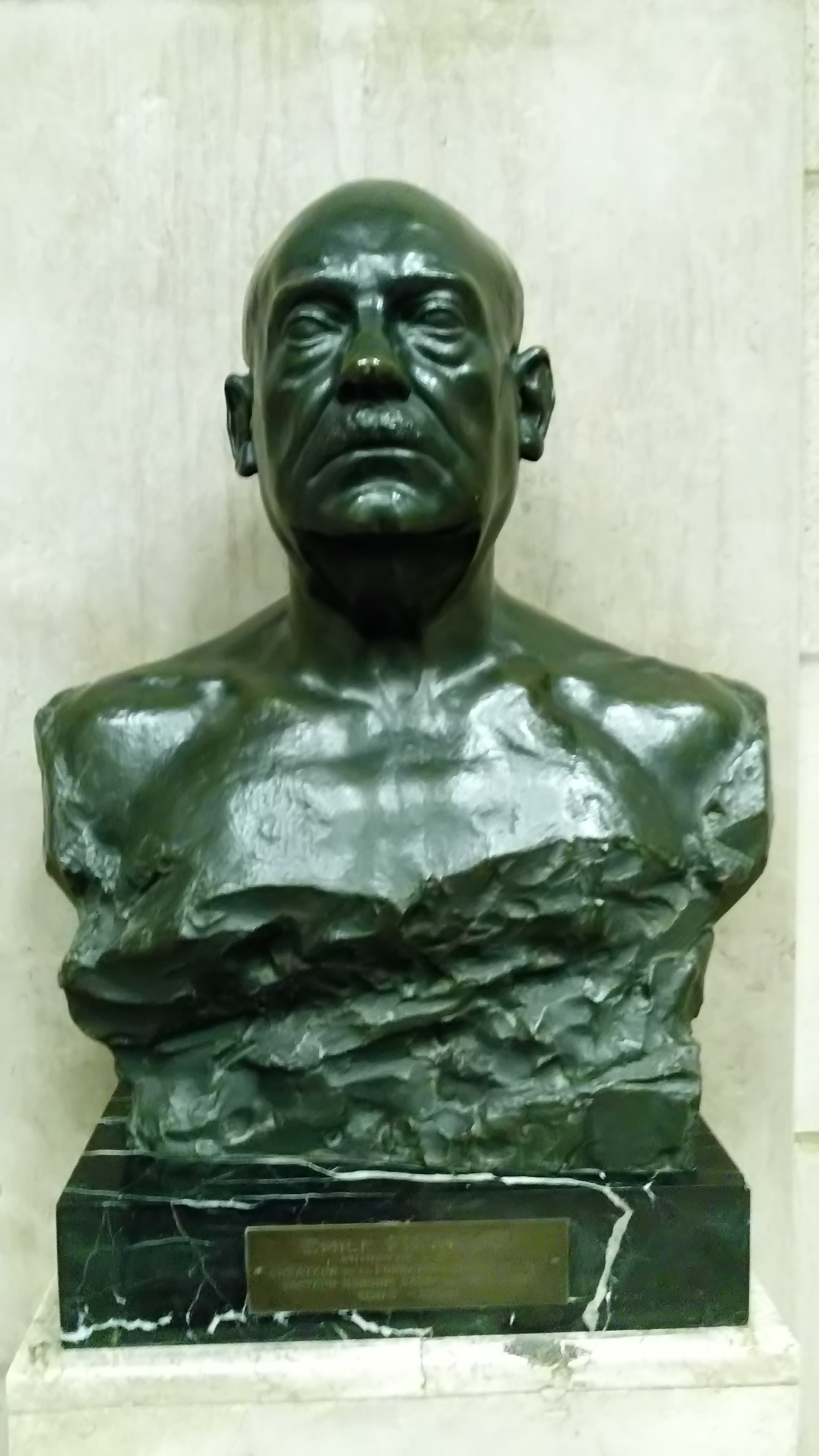
Emile Francqui par Jules Lagae.

La ville congolaise de Port-Francqui portait son nom en souvenir de l'expédition Bia-Francqui au Congo. Un buste du ciseau de Jules Lagae se trouve dans le hall de la grande bibliothèque de l'Université catholique de Louvain et il a été fait docteur Honoris causa de cette université. Le prix Francqui, récompense académique prestigieuse dans le domaine scientifique perpétue son souvenir. Il a été nommé ministre d'État.
Parmi les nombreuses distinctions reçues, il a été fait :
- Grand cordon de l'ordre de Léopold (en 1926) ;
- Grand-croix de l'ordre de l'Étoile africaine (Congo belge).
- Étoile de Service en 1895 (État indépendant du Congo).